# 兰科维奇主义

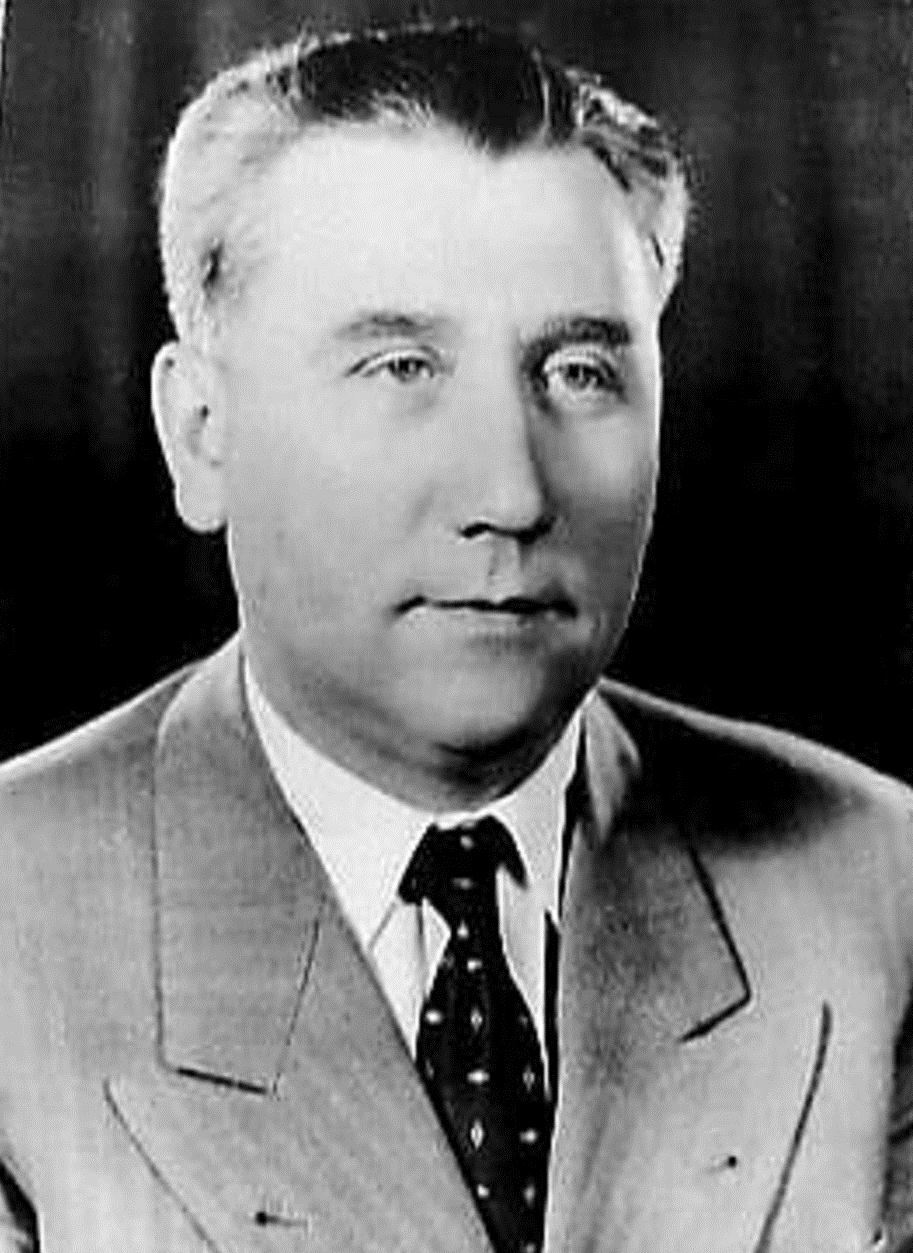
亚历山大·兰科维奇

兰科维奇主义是指南斯拉夫共产主义者联盟的塞尔维亚族领导人亚历山大·兰科维奇所持的政治观点，是一种曾在南斯拉夫社会主义联邦共和国盛行的意识形态。
兰科维奇主义主张强化南斯拉夫中央集权，反对分权给各共和国和自治省的权力下放政策，认为这样会危害南斯拉夫的统一和塞尔维亚族的利益。在1966年兰科维奇被撤销职务和开除党籍后，“兰科维奇主义”一词在南斯拉夫常被用作贬义词，由于其负面含义而在此后成为南斯拉夫国内的禁忌。后来，兰科维奇主义在一定程度上被斯洛博丹·米洛舍维奇的政策继承。